# Pčelarice
Pčelarice (lat. Meropidae) su porodica ptica iz reda modrovrana.
Većina vrsta živi u Africi, ali neke se pojavljuju u južnoj Evropi, Australiji i na Novoj Gvineji. Karakteriše ih šareno perje, vitko telo i obično izdužena centralna repna pera. Sve imaju kljunove savijene prema dole i šiljasta krila, koja im daju izgled lastavice u letu. Postoji 26 vrsta.
Kao što njihov naziv kaže, pčelarice se uglavnom hrane letećim insektima, posebno pčelama i osama. Njih uhvate u zraku bacivši se s neke grane. Iako jedu sve leteće insekte, pčele dominiraju u njihovoj prehrani. Opnokrilci (mravi, pčele i ose) čine 20% do 96% svih pojedenih insekata, a od toga pčele čine otprilike trećinu.
Pre nego što pojede plen, pčelarica mu skine žaoku tako što sedne na granu i udara plen o neku tvrdu površinu. Tako iz insekta izvuče i većinu otrova. Zanimljivo je da pčelarice love samo insekte koji se u tom trenutku nađu u vazduhu, a ignorišu one koji su sleteli.
Pčelarice su veoma društvene. Okupljaju se u kolonije i gnezde se u tunelima koje iskopaju na peskovitim i strmim obalama. Često u tu svrhu koriste obale reka koje su se urušile. Ženka obično snese 2-9 belih jaja po leglu (zavisno od vrste). Kako žive u kolonijama, ulazi u gnezda su im obično označeni izmetom bele boje. Većina vrsta je monogamna i oba roditelja se brinu o mladima, ponekad uz pomoć nekih drugih ptica iz kolonije.

## Opis
Pčelarice su morfološki prilično jednolična grupa. Dele mnoge osobine sa svojim srodnicima iz reda modrovrana poput vodomara i zlatovrana. Imaju velike glave (ali ne toliko koliko njihovi srodnici), kratke vratove, šareno perje i kratke noge. Krila im mogu biti i široka i šiljasta, a njihov oblik je usko povezan s načinom hranjenja i tendencijama prema selidbi. Kraća i šira krila postoje kod vrsta koje su stanarice i lete kraće vreme dok traže hranu u gustim šumama i tršćacima. One s izduženijim krilima se češće sele. Sve pčelarice su veoma dobro prilagođene letu. Snažno se odbacuju u vazduh, lete direktno, bez zaranjanja i mogu brzo menjati smer leta. Međutim, pčelarice retko lebde u zraku.
Kljunovi pčelarica su zakrivljeni, dugi i imaju oštar vrh. Mogu jako ugristi, posebno na vrhu, i to koriste kao pincetu kako bi uhvatile insekte u vazduhu i zdrobile one manje. Na kratkim nogama se nalaze slaba stopala. Dok hodaju, kreću se jedva nešto bolje od geganja. Imaju oštre kandže koje koriste kada sleću na vertikalne površine i takođe za iskopavanje gnezda.
Perje kod ovih ptica je veoma šareno i kod većine vrsta dominira zelena boja. Merops nubicus i Merops nubicoides su uglavnom ružičaste boje. Većina pčelarica roda Merops ima liniju preko očiju (tako zvanu „masku”) i mnoge imaju različito obojena grla i lica. Udeo zelene boje ovde varira od skoro potpune prekrivenosti tela zelenom kod Merops orientalis do skoro nikakve kod Merops albicollis. Tri vrste iz ekvatorijalne Afrike uopće ni nemaju zelene boje: Merops gularis, Merops muelleri i Merops malimbicus. Nekoliko vrsta ima dugu traku na repu, a kod nekoliko njih se ovo proširilo u „rekete”.
Postoji samo mala razlika kod polova većine vrsta. Kod nekih vrsta dužica oka je crvena kod mužjaka i smeđkasto-crvena kod ženki, a kod vrsta s dugim repom, repovi su malo duži kod mužjaka. I žuta pčelarica i Nyctyornis amictus pokazuju razlike u boji perja, a Merops ornatus ima drugačije oblikovan rep.

## Rasprostranjenost, stanište i selidba
Pčelarice nastanjuju Stari svet, od Evrope do Australije. Najviše vrsta nastanjuje Afriku, a mnoge žive i u Aziji. Jedna vrsta, žuta pčelarica, nastanjuje Evropu; Merops ornatus nastanjuje Australiju, a Merops superciliosus nastanjuje i Madagaskar (kao i dobar deo Afrike). Vrste roda Merops, koji sadrži najviše njih, su rasprostranjene u celom arealu ove porodice. Nyctyornis je ograničen na Aziju, od Indije, juga Kine i juga Japana, tj. Ostrva Rjukju do Sumatre i Bornea. U rod Meropogon spada samo jedna vrsta koja nastanjuje Sulawesi u Indoneziji.
Pčelarice su prilično skromne po pitanju potreba u staništu. Potrebno ime je jednostavno neko uzvišenje odakle će tražiti plen i tlo u kojem će iskopati gnezda. Budući da love u letu, ne zavise ni od jednog tipa vegetacije. Jedna vrsta, Merops muelleri, nastanjuje guste šume gde blizu tla lovi insekte pri slaboj svetlosti. Još šest vrstaNyctyornis athertoni je vezano za kišne šume, ali žive na njihovom rubu.
Mnoge pčelarice su selice. Vrste koje se razmnožavaju u suptropskim ili umerenim područjima Evrope, Azije i Australije su sve selice. Žute pčelarice koje se razmnožavaju u južnoj Evropi i Aziji sele se na zapad i jug Afrike. Jedna populacija ove vrste se razmnožava u Namibiji i na jugu Afrike; one se nakon parenja sele na sever. U Australiji Merops ornatus se seli iz južnih područja svog areala do Indonezije i Nove Gvineje, ali je stanarica na severu Australije. Nekoliko vrsta, poput Merops albicollis, se sele unutar Afrike. Najneobičnija selidba je ona kod vrste Merops nubicoides, koja se odvija u tri faze: nakon razmnožavanja u liniji između Angole i Mozambika, seli se do Bocvane, Namibije i Južnoafričke Republike pre nego krene na sever do glavnih zimovališta na severu Angole, u Kongu i Tanzaniji.

## Ponašanje
Pčelarice su aktivne po danu, iako se nekoliko vrsta ponekad seli noću ako je teren nepogodan za sletanje ili ako lete iznad mora. Veoma su društvene. Parovi sede zajedno tako blizu jedno drugog da se dodiruju. Često se i grupe odmaraju zajedno na ovakav način. Neke vrste su veoma društvene i izvan sezone parenja, a mnoge se gnezde u kolonijama.
Društvene strukture kod Merops bulocki i Merops bullockoides su opisane kao „najkompleksnije u svetu ptica”. Žive u stalnim kolonijama na liticama i imaju stabilnu strukturu tokom cele godine. Ove kolonije se sastoje od klanova od dva ili tri para, pomagača i mladunčadi. Unutar kolonije mužjaci čuvaju svoga partnera, pokušavaju se pariti sa drugom ženkom, a zatim se opet vraćaju na čuvanje svog partnera. Ženke, opet, pokušavaju sneti jaja u susedno gnezdo. Unutar kolonije se takođe neke jedinke specijalizuju za kleptoparazitizam, tj. kradu plen koji su drugi uhvatili. Dnevna rutina kolonije je da se pojave iz rupa za gnežđenje ubrzo nakon zore, onda se čiste i sunčaju otprilike jedan sat, a zatim se raštrkaju u potrazi za hranom. Područja za hranjenje drže klanovi u koloniji. Pripadnici klana brane ta područja od drugih ptica svoje vrste, uključujući i od onih iz svoje kolonije. Klanovi se vraćaju u koloniju pre sumraka i onda idu na počinak. Kolonije su udaljene jedna od druge nekoliko stotina metara i nema skoro nikakvih odnosa između njih, iako mlade ptice mogu napustiti svoju koloniju i preći u drugu.
Pčelarice provode oko 10% vremena na opuštanje i čišćenje. Sunčaju se, kupaju u prašini ili u vodi. Sunčanje im pomaže da se zagreju ujutro, pa troše manje energije na zagrevanje tela. To je takođe društveni događaj, jer se više ptica nađe u istoj poziciji. Na kraju, to može stimulisati parazite u perju i naterati ih da se počnu kretati, pa ih je lakše naći i ukloniti. Zbog toga što se gnezde u rupama, pčelarice na sebi imaju mnogo parazita poput krpelja i muva. Sunčanje zajedno s kupanjem prašinom (ili, po mogućnosti, vodom), kao i rigorozno mitarenje, održavaju perje i kožu u dobrom zdravlju. KadaMerops orientalis se kupaju u vodi, one plitko zaranjaju u lokvu vode, a onda slete na neko mesto da bi očistile perje.

### Ishrana
Pčelarice se gotovo isključivo hrane insektima iz vazduha. Plen hvataju ili u stalnom letu ili s nekog mesta odakle ga mogu tražiti pogledom. Manje pčelarice sa oblijim krilima obično love s grana bliže tlu, a veće love s vrhova drveća ili telegrafskih stubova. Jedna neobična tehnika koju koristi Merops nubicus je da uzjaše droplju. Mogu uočiti plen s velike razdaljine; žuta pčelarica može vidjeti pčelu koja je 60 metara dalje, a Merops persicus je posmatrana kako leti oko 100 m da bi ulovila veliku osu. Plenu prilaze direktno ili straga. Obično ne love plen koji sleti na tlo ili na biljku. Mogu pojesti manji plen u letu, ali kod većeg plena sleću na neko mesto i udaraju njime o podlogu da bi ga rasporile i pojele. Otrovne insekte prvo udaraju o granu, a onda trljaju zatvorenih očiju kako bi izvukle otrov. Ovo je instinktivno ponašanje, što je dokazano kada je jedan mladunac u zatočeništvu učinio isto ovo kada su mu divlje pčele pokazane prvi put. Bio je uboden prvih pet puta, ali je već nakon desetog mogao to uraditi baš kao i odrasli.
Pčelarice konzumiraju razne insekte; osim nekoliko neukusnih leptira jedu skoro sve insekte, od sićušnih muva roda Drosophila do velikih buba i vretenaca. Osim toga, zabeleženo je da jedu božje ovčice, termite, cvrčke, skakavce, bogomoljke, muve i noćne leptire. Za mnoge vrste dominantni plen su pripadnici reda Hymenoptera, najviše ose i pčele. U sumiranju 20 istraživanja, odnos pčela i osa nasuprot drugih insekata u ishrani je varirao od 20% do 96%, a prosečno 70%. Od toga, medonosne pčele mogu činiti veliki deo ishrane - čak i 89%.

### Razmnožavanje
Pčelarice su sezonski monogamne, ali neke vrste su monogamne tokom više sezona. Za selice se smatra da formiraju nove veze svake sezone parenja. Udvaranje pčelarica je prilično nespektakularno, sa izuzetkom „leptirovog udvaranja” (gde oba pola drže ispružena krila i glasaju se u isto vreme) kod Merops albicollis. Većina pripadnika ove porodice se udvara hranom, tj. mužjak donosi plen ženki. Ženke dobiju većinu energije, kalcijuma i ostalih materija potrebnih za stvaranje jaja baš od te hrane za udvaranje.
Kao i skoro sve modrovrane, pčelarice su dupljašice. U slučaju pčelarica, gnezda su jazbine koje su iskopane u tlu, bilo u litice ili u ravno tlo. Oba tipa gnežđenja su riskantna: zemlja se može urušiti u gnezda na ravnom tlu, a i ranjiva su na male grabljivce; s druge strane, gnezda na liticama može prekriti reka kada nabuja, pa se tako unište stotine gnezda. Mnoge vrste više vole litice, ali Merops boehmi se uvek gnezdi na ravnom tlu. Obe ptice u paru, kao i pomagači koji su im se pridružili, kopaju gnezdo. Zemlju ili pesak oslabe oštrim kljunom, a onda koriste stopala da je izbace. Često se desi da pčelarice dopola iskopaju gnezdo, pa ga onda napuste; tako kod nekih vrsta koje se ne gnezde u kolonijama izgleda kao da ima još parova. Gradnja gnezda može trajati i do 20 dana, tokom kojih tim pticama kljun može otupeti ili se skratiti. Gnezda se uglavnom koriste samo tokom jedne sezone i retko se koriste dva puta, ali napuštena gnezda pčelarica mogu koristiti mnoge ptice, zmije i netopiri kao sklonište i mesta za razmnožavanje.
Pčelarice se mogu gnezditi u parovima, manjim kolonijama ili velikim kolonijama. Manje vrste se više gnezde u paru, one srednje veličine se gnezde u manjim kolonijama, a one veće u velikim kolonijama koje mogu brojati više hiljada njih. Ponekad u koloniji može biti više od jedne vrste pčelarica.

## Taksonomija
Pčelarice je prvi nazvao kao naučnu grupu francuski polimat Konstantin Samjuel Rafinesk-Šmalc, koji je za ove ptice stvorio potporodicu Meropia 1815. godine. Ime, sada modernizovano kao Meropidae, potiče od Meropsa, starogrčkog za „pčelojed“, a engleski izraz „bee-eater“ je prvi put zabeležen 1668. godine, i odnosi se na evropsku vrstu.
Smatralo se da su pčelojedi srodni sa drugim porodicama, kao što su modrovrane, pupavci i vodomari, ali su se preci tih porodica odvojili od pčelarica pre najmanje četrdeset miliona godina, tako da njihov odnos nije blizak. Nedostatak fosila otežava klasifikaciju. Fosili pčelarica iz pleistocena (pre 2.588.000 do 11.700 godina) pronađeni su u Austriji, a postoje i primerci iz holocena (od pre 11.700 godina do danas) iz Izraela i Rusije, ali su svi dokazano pripadali postojećim evropskim pčelaricama. Različita su mišljenja o najbližim rođacima pčelarica. Fri je 2001. godine smatrao da su vodomari najsrodniji, dok je velika studija objavljena 2008. godine otkrila da pčelarice imaju sestrinsku relaciju svim ostalim Coraciiformes. Knjiga iz 2009. podržala je Frajevu tvrdnju, ali je kasnije istraživanje iz 2015. sugerisalo da su pčelarice sestrinjska grupa modrovina. Naučni radovi iz 2008. i 2015. godine povezuju vodene vodomare sa motmotima iz Novog sveta.
Novije molekularne filogenetske studije su potvrdile da su pčelarice bliže srodne sa modrovranama i površinski modrovranama nego sa todima, motmotima i vodomarima. Odnos između porodica je prikazan na kladogramu ispod. Broj vrsta u svakoj porodici je preuzet sa liste koju vode Frank Gil, Pamela C. Rasmusen i Dejvid Donsker u ime Međunarodnog ornitološkog komiteta (IOC).

|  | Meropidae – pčelarice (31 vrsta)                                                      |
|  |                                                                                       |
|  | \| \| Brachypteraciidae – 5 vrsta \| \| \| \| \| \| Coraciidae – 13 vrsta \| \| \| \| |
|  |                                                                                       |
|  | Brachypteraciidae – 5 vrsta                                                           |
|  |                                                                                       |
|  | Coraciidae – 13 vrsta                                                                 |
|  |                                                                                       |

|  | Brachypteraciidae – 5 vrsta |
|  |                             |
|  | Coraciidae – 13 vrsta       |
|  |                             |

|  | Todidae – 5 vrsta                                                                           |
|  |                                                                                             |
|  | \| \| Momotidae – 14 vrsta \| \| \| \| \| \| Alcedinidae – vodenjak (118 vrsta) \| \| \| \| |
|  |                                                                                             |
|  | Momotidae – 14 vrsta                                                                        |
|  |                                                                                             |
|  | Alcedinidae – vodenjak (118 vrsta)                                                          |
|  |                                                                                             |

|  | Momotidae – 14 vrsta               |
|  |                                    |
|  | Alcedinidae – vodenjak (118 vrsta) |
|  |                                    |

|  | Meropidae – pčelarice (31 vrsta)                                                      |
|  |                                                                                       |
|  | \| \| Brachypteraciidae – 5 vrsta \| \| \| \| \| \| Coraciidae – 13 vrsta \| \| \| \| |
|  |                                                                                       |
|  | Brachypteraciidae – 5 vrsta                                                           |
|  |                                                                                       |
|  | Coraciidae – 13 vrsta                                                                 |
|  |                                                                                       |

|  | Brachypteraciidae – 5 vrsta |
|  |                             |
|  | Coraciidae – 13 vrsta       |
|  |                             |

|  | Todidae – 5 vrsta                                                                           |
|  |                                                                                             |
|  | \| \| Momotidae – 14 vrsta \| \| \| \| \| \| Alcedinidae – vodenjak (118 vrsta) \| \| \| \| |
|  |                                                                                             |
|  | Momotidae – 14 vrsta                                                                        |
|  |                                                                                             |
|  | Alcedinidae – vodenjak (118 vrsta)                                                          |
|  |                                                                                             |

|  | Momotidae – 14 vrsta               |
|  |                                    |
|  | Alcedinidae – vodenjak (118 vrsta) |
|  |                                    |

Pčelarice su generalno slične po izgledu, iako se obično dele u tri roda. Nyctyornis se sastoji od dve velike vrste sa dugim perjem u grlu, plavobradog pčelojeda i crvenobradog pčelojeda, koje obe imaju zaobljena krila, grebenasti kljun, pernate nozdrve i relativno trom način života. Ljubičastobrada pčelarica je jedini član Meropogona, koji je na središnjem položaju između Nyctyornis i tipičnih pčelarica, ima zaobljena krila i „bradu“, ali glatki kulmen i bez perja je na nozdrvama. Sve preostale vrste se obično zadržavaju u jednom rodu Merops. Unutar ovog roda postoje bliski odnosi, na primer crvenogrla i beločelna pčelarica čine nadvrstu, ali ranije predloženi rodovi, kao što su Aerops, Melittophagus, Bombylonax i Dicrocercus,  nisu bili opšteprihvaćeni tokom nekoliko decenija otkako ih je dokument iz 1969. ujedinio u sadašnjem aranžmanu.

### Vrste
Porodica pčelarica se sastoji od dve potporodice: Nyctyornithinae i Meropinae.
Porodica Meropidae
- Rod :
- Rod :
- Rod : 
  - Žuta pčelarica (Merops apiaster)